# Pickup on South Street
Pickup on South Street is een anticommunistische film noir uit 1953 onder regie van Samuel Fuller. Actrice Thelma Ritter werd voor haar bijrol hierin genomineerd voor een Oscar. Fuller won voor zijn regie daadwerkelijk een Bronzen Leeuw op het Filmfestival van Venetië 1953 en was daar genomineerd voor de Gouden Leeuw. 
Pickup on South Street werd in Nederland destijds uitgebracht onder de titel Opgepast! Zakkenrollers. De film werd in 1967 opnieuw gemaakt onder de titel The Cape Town Affair, met Claire Trevor en Jacqueline Bisset in de hoofdrollen. 

## Verhaal
Candy is de minnares van Joey, een communistische spion. Ze weet niets af van zijn illegale praktijken, maar besluit tegen beter weten in een topgeheime microfilm voor hem te smokkelen. De microfilm bevat informatie over de Amerikaanse overheid. Ze heeft geen idee dat ze medeplichtig is aan criminele zaken en heeft niet door dat ze om die reden gevolgd wordt door FBI-agenten in New York. Als ze in een metro staat, wordt haar portefeuille gestolen door zakkenroller Skip McCoy. Skip is al drie keer veroordeeld voor het bestelen van burgers en dreigt een levenslange straf te krijgen, indien hij een vierde keer wordt betrapt. Omdat Candy nauwlettend in de gaten wordt gehouden door de agenten, merken zij dat ze wordt bestolen. De dief is echter al verdwenen voordat ze kunnen ingrijpen.
Candy is radeloos als ze ontdekt dat ze haar portemonnee is verloren. Ondertussen is detective Tiger ervan op de hoogte gesteld dat de microfilm in handen is van een zakkenroller. Hij schakelt de hulp in van informante Moe. Een van de agenten legt een getuigenis bij haar af, waarna zij acht namen geeft van de mogelijke daders. Tiger laat onmiddellijk zijn ogen vallen op Skip McCoy en is ervan overtuigd dat hij de dader is. Ze houden hem aan, maar hij ontkent er iets mee te maken te hebben.
In tussentijd heeft Candy Moe opgespoord en krijgt na onderhandeling het adres van Skip. Ze brengt hem een onverwachts bezoek en wordt onmiddellijk bewusteloos geslagen. Eenmaal bijgekomen probeert ze hem te verleiden in ruil voor de portefeuille, maar hij ziet door haar heen. Als ze hem vertelt over de microfilm, eist hij een aanzienlijk bedrag van 25.000 dollar. Als Joey te horen krijgt wat Skip vraagt in ruil voor de film, besluit hij het heft in eigen handen te nemen. Candy is stiekem verliefd geworden op Skip en durft Joey niet het adres van Skip te geven als ze zijn pistool ziet. Ze geeft hem om die reden een vals adres op. Ze gaat zelf ondertussen naar Moe en smeekt Joey niet het echte adres van Skip te geven indien hij langskomt.
Zoals verwacht, klopt Joey niet veel later bij Moe aan. Moe weigert hem het adres te geven en wordt om die reden neergeschoten. Hierna gaat hij terug naar zijn appartement, waar hij Candy confronteert met haar leugens. Hij slaat haar in elkaar en schiet haar neer als ze probeert te vluchten. In haar tas treft hij uiteindelijk het ware adres van Skip aan. Eenmaal bij zijn huisje aan de haven, verbergt Skip zich. Niet veel later valt hij Joey aan in een metrostation. Aan het einde van de film is Joey opgepakt en worden Skip en Candy een koppel.

## Rolverdeling
| Acteur          | Personage          |
| --------------- | ------------------ |
| Richard Widmark | Skip McCoy         |
| Jean Peters     | Candy              |
| Thelma Ritter   | Moe Williams       |
| Murvyn Vye      | Kapitein Dan Tiger |
| Richard Kiley   | Joey               |
| Willis Bouchey  | Zara               |
| Milburn Stone   | Detective Winoki   |

## Productie
Producent Darryl F. Zanuck liet regisseur Fuller een script zien met de titel Blaze of Glory, die gaat over een advocate die verliefd wordt op de crimineel die ze verdedigt. Fuller vond het een goed script, maar was van mening dat een rechtbankdrama te lang zou duren. Het script werd herschreven en het resultaat was het verhaal zoals deze is verteld in de film.
De rolverdeling verliep niet zonder problemen. Fuller kreeg advies van verschillende producenten om Marilyn Monroe de rol te geven van Candy. Hij vond echter dat ze deze rol niet aan zou kunnen. Ook werd vermeld dat de regisseur dacht dat Monroe te kinderlijk en onschuldig zou zijn. In september 1952 werd in verschillende tijdschriften vermeld dat actrice Shelley Winters de vrouwelijke hoofdrol zou spelen. Zij raakte echter zwanger en was genoodzaakt zich terug te trekken. Ze werd vervangen door Betty Grable. Zij weigerde echter mee te werken, omdat de rol niet positief ontvangen zou worden door haar fans. Ze hoefde uiteindelijk niet mee te werken aan de film, maar werd wel tijdelijk geschorst door de filmstudio.
Hierna ontstonden er geruchten dat Linda Darnell, Anne Baxter of Peters werd aangesteld als Grable's vervangster. Fuller vond Peters in eerste instantie niet geschikt voor de rol. Hij veranderde echter van gedachten toen hij haar een week voor het begin van de opnamen ontmoette. De film werd uiteindelijk binnen 20 dagen opgenomen.

## Ontvangst
Nadat de film in 1953 in de Verenigde Staten werd uitgebracht, werd het matig ontvangen. The New York Times gaf alle lof aan de acteurs, maar gaf kritiek aan het verhaal. De krant beweerde dat Fuller meer aandacht besteedde aan de sensatie, dan aan een goed uitgewerkte plot. Het tijdschrift Variety schreef dat de film nergens op slaat en gaf enkel lof aan Ritter. Daarnaast waren veel mensen van mening dat de film niet goed onder het gènre film noir valt. J. Edgar Hoover had kritiek over de wijze waarop de FBI agenten werden afgebeeld.
In Nederland werd de film gekeurd voor "18 jaar en ouder" en liet de filmkeuring de scène waarin Candy toegetakeld wordt door Joey bannen. De Nederlandse pers schreef in tegenstelling tot de Amerikaanse overwegend positief over de film. Criticus van De Telegraaf schreef: "Men [heeft] hier te doen moet een opmerkelijk goede gangsterfilm, waarin regisseur Samuel Fuller de sfeer van de onderwereld en de methoden van de politie bekwaam naar zijn hand heeft weten te zetten. Richard Widmark gedraagt zich in films als deze als een vis in het water." De recensent van Het Vrije Volk schreef: "Het is een nog niet eens zo onwaarschijnlijk verhaal, waarin Widmark alle gelegenheid krijgt uit deze voor hem geknipte rol te halen wat er in zit. Uitstekend spel! Jean blijft ook niet ver achter en heel goed acteert ook Thelma Ritter, die als het zielige vrouwtje Moe, ook in het avontuur wordt betrokken. De regie van Fuller is vaak origineel." Uitzondering is recensent van het Algemeen Handelsblad, die de film omschreef als een "opeenhoping van sadistische, sensuele, politieke en sentimentele situaties en [Samuel Fuller] moest zich schamen."
Tegenwoordig wordt de film beschouwd als een klassieker en gezien als een van de beste films noirs uit de jaren 50.